# موسی‌آباد (زاهدان)
موسی‌آباد یا چاه ملاموسی روستایی در دهستان چشمه زیارت بخش مرکزی شهرستان زاهدان استان سیستان و بلوچستان ایران است.

## جمعیت
بر پایه سرشماری عمومی نفوس و مسکن در سال ۱۳۹۵ جمعیت این روستا ۶۷ نفر (۱۵خانوار) بوده‌است.